# Сирена Лигейя
«Сирена Лигейя» — пастель английского художника-прерафаэлита Данте Габриэля Россетти, созданная в 1873 году.
«Сирена Лигейя» стала одним из многих произведений Россетти, исследующее типаж опасной красоты, образ роковой женщины. На пастели изображён персонаж, взятый из древнегреческой мифологии — сирена Лигейя. Работа перекликается с картиной 1877 года «Морские чары», где также представлен образ сирены. Генри Марилльер полагает, что «Сирена Лигейя» служила ранним эскизом к «Морским чарам». В стихотворении авторства Россетти, посвящённом этим персонажам, говорится, что музыка сирен завлекает мужчин и убивает их, а в описании образа героини есть отсылки к фигуре Лилит, сам сонет перекликается с сонетом Россетти, посвящённым Лилит и даже напрямую заимствует его образы. Судно, изображённое на фоне картины «Сирена Лигейя» является отсылкой к образу Улисса и традиционным легендам об авантюрных моряках, идущим на верную гибель, заслышав пение сирен.
Россетти работал над пастелью с конца февраля по март 1873 года в особняке Келмскотт; имя натурщицы осталось не известно, известно, что её привел к Россетти его ассистент Г. Данн. Сам Россетти в одном из своих писем назвал работу «одним из своих лучших творений», хотя он часто говорил так о работе, только что завершённой им. Пастель выкупил Чарльз Хауэлл, агент Россетти, после чего перепродал её коллекционеру Константину Ионидесу. На данный момент работа находится в частном собрании.